# Форт-Сміт (Монтана)
Форт-Сміт (англ. Fort Smith) — переписна місцевість (CDP) в США, в окрузі Біґ-Горн штату Монтана. Населення — 170 осіб (2020).

## Географія
Форт-Сміт розташований за координатами 45°18′46″ пн. ш. 107°56′2″ зх. д. / 45.31278° пн. ш. 107.93389° зх. д. (45.312729, -107.933888).  За даними Бюро перепису населення США в 2010 році переписна місцевість мала площу 4,32 км², з яких 3,68 км² — суходіл та 0,64 км² — водойми.

## Демографія
Згідно з переписом 2010 року, у переписній місцевості мешкала 161 особа в 89 домогосподарствах у складі 34 родин. Густота населення становила 37 осіб/км².  Було 204 помешкання (47/км²).
Расовий склад населення:
| - 70,8 % — білих - 25,5 % — корінних американців - 1,2 % — осіб інших рас |

До двох чи більше рас належало 2,5 %. Частка іспаномовних становила 1,2 % від усіх жителів.
За віковим діапазоном населення розподілялося таким чином: 16,8 % — особи молодші 18 років, 64,6 % — особи у віці 18—64 років, 18,6 % — особи у віці 65 років та старші. Медіана віку мешканця становила 48,1 року. На 100 осіб жіночої статі у переписній місцевості припадало 168,3 чоловіків;  на 100 жінок у віці від 18 років та старших — 204,5 чоловіків також старших 18 років.
Цивільне працевлаштоване населення становило 18 осіб. Основні галузі зайнятості: мистецтво, розваги та відпочинок — 100,0 %.